# Pilea frutescens
Pilea frutescens är en nässelväxtart som beskrevs av Ignatz Urban. Pilea frutescens ingår i släktet pileor, och familjen nässelväxter. Inga underarter finns listade i Catalogue of Life.